# Hagnau am Bodensee
Hagnau am Bodensee è un comune tedesco di 1 350 abitanti, situato nel land del Baden-Württemberg.